# Taulov
Taulov is een plaats in de Deense regio Zuid-Denemarken, gemeente Fredericia, en telt 2910 inwoners (2007).